# 지브나 해협

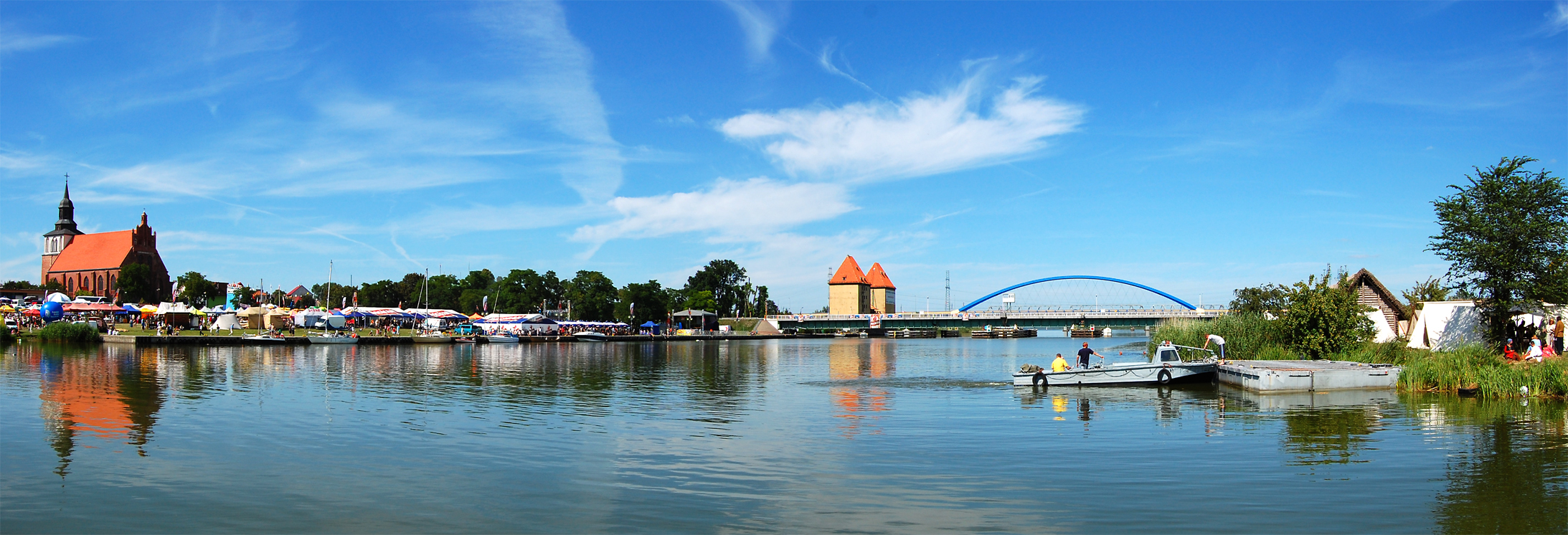
지브나 해협에서 본 볼린섬

지브나 해협(폴란드어: Dziwna, 독일어: Dievenow)은 폴란드 북서부에 위치한 해협으로 길이는 32km이다. 시비나강(Świna), 페네강(Peene)과 함께 발트해 포메라니아만에 위치한 슈체친 석호와 연결되어 있으며 슈체친 석호 최동단을 형성한다. 서쪽에 위치한 볼린섬과 동쪽에 위치한 폴란드 본토를 연결하는 다리가 설치되어 있다.